# Grigori Ixtern
Grigori Mihailovitx Ixtern (rus: Григорий Михайлович Штерн) (24 de juliol de 1900 – 28 d'octubre de 1941) va ser un oficial soviètic de l'Exèrcit Roig, conseller militar durant la Guerra Civil espanyola. També serví amb distinció durant les Guerres Frontereres Soviètico-Japoneses.

## Biografia
Ixtern va néixer en el si d'una família jueva a Smila, a la Governació de Kíev el 1900. Començà la seva carrera militar com a Comissari a una brigada de l'Exèrcit Roig el 1919. Ixtern es graduà a l'Acadèmia Militar de l'Exèrcit Roig el 1929 i començà a treballar al Comissariat del Poble per a Afers Militars. Va ser nomenat Comandant de la 7a Divisió de Cavalleria el 1936. Entre gener de 1937 i abril de 1938 Ixtern va servir com a conseller militar durant la Guerra Civil espanyola.
Ixtern comandà la batalla del Llac Khasan com a cap de l'Estat Major del Front de l'Extrem Orient el 1938. Comandant la batalla de Khalkhin Gol al juliol de 1939. Va rebre el títol d'Heroi de la Unió Soviètica el 29 d'agost de 1939. És important considerar el fet que avui la batalla de Khalkhin Gol només ha quedat associada només a Gueorgui Júkov, qui comandà una divisió i que estava subordinat a Ixtern, a càrrec de tot el Front.
Durant la Guerra d'Hivern entre Finlàndia i la Unió Soviètica, Ixtern va ser nomenat Comandant del Vuitè Exèrcit el 12 de desembre de 1939. Quan després de la Guerra d'Hivern, l'Exèrcit Roig restaurà els vells graus militars, i Ixtern va ser promogut al rang de coronel general el 5 de juny de 1940. Va ser nomenat Comandant del Front de l'Extrem Orient el 22 de juny de 1940.
Ixtern va ser detingut el 8 de juny de 1941 durant una nova purga de l'Exèrcit Roig, sent afusellat el 28 d'octubre de 1941. Ixtern va ser rehabilitat a l'agost de 1954, durant la desestalinització.

## Condecoracions
- Heroi de la Unió Soviètica
- Orde de Lenin (2)
- Orde de la Bandera Roja (3)
- Orde de l'Estrella Roja
- Medalla del 20è Aniversari de l'Exèrcit Roig